# Lioba Baving
Lioba Baving (* 30. September 1965 in Münster) ist eine deutsche Psychologin und Professorin für Kinder- und Jugendpsychiatrie an der Christian-Albrechts-Universität in Kiel.

## Leben

### Herkunft und Ausbildung
Als Tochter eines Tierarztes und einer Lehrerin wuchs Lioba Baving in Münster auf, wo sie auch ab 1971 die Grundschule und ab 1974 das altsprachliche Schiller-Gymnasium besuchte. Nach Ablegung des Abiturs im Juni 1983 nahm sie zum Wintersemester 1983/84 an der Universität in Münster ein Studium der Medizin auf. Mit dem Sommersemester 1985 wurde sie Stipendiatin der Studienstiftung des deutschen Volkes. In der Folge der Ablegung der Ärztlichen Vorprüfung (März 1986) wechselte Lioba Baving dann an die Universität Göttingen, an der sie ab dem Wintersemester 1986/87 zusätzlich ein Psychologiestudium aufnahm (März 1987 erster Abschnitt der ärztlichen Prüfung). Nach der Diplom-Prüfung für Psychologen (April 1991) war Lioba Baving zunächst von Oktober 1991 bis Oktober 1992 als wissenschaftliche Mitarbeiterin sowie Dozentin am „Institut für Psychologie“ der Universität Göttingen beschäftigt. Während dieses Zeitraums legte sie im September 1992 auch den zweiten Abschnitt der ärztlichen Prüfung ab. Hieran schlossen sich ab April 1993 die beiden Tertiale in den Fächern Chirurgie und Innere Medizin an, die sie an der Universitätsklinik Thessaloniki ableistete. Das fehlende Tertial (Psychiatrie) folgte ab Dezember 1993 an der Psychiatrischen Universitätsklinik in Zürich. 1993 legte sie vor der Georg-August-Universität in Göttingen zur Erlangung des Dr. med die Arbeit Phobien, Angst und Depression im Alkohol- und / oder Benzodiazepinentzug. vor, deren Thema ihr der Göttinger Prof. Wolfgang Poser (* 1941) überlassen hatte. Im Rahmen ihrer Ausarbeitung griff sie auf eine Datenerhebung zurück, die an der Universidad de Chile unter Medizinstudenten erhoben wurde (mündliche Prüfung 25. Mai 1994). 1998 wurde Lioba Baving an der Universität Konstanz noch in ihrem Zweitfach Psychologie zur Dr. phil. promoviert.

### Berufliche Entwicklung
Nach ihrer Tätigkeit an der Universität Göttingen wirkte Lioba Baving am Zentralinstitut für Seelische Gesundheit in Mannheim; im Jahr 2000 habilitierte sie an der Universität Heidelberg. Es folgten Beschäftigungen an den Universitäten Magdeburg und Utrecht. Zum Oktober 2004 erhielt sie eine Berufung als Professorin und Direktorin der Klinik für Kinder- und Jugendpsychiatrie an der Universität Magdeburg. Seit Dezember 2005 ist Lioba Baving Professorin für Kinder- und Jugendpsychiatrie an der Christian-Albrechts-Universität und Direktorin der „Klinik für Kinder- und Jugendpsychiatrie und -psychotherapie des Zentrums für Integrative Psychiatrie ZIP gGmbH“. Zu den Forschungsschwerpunkten von Lioba Baving zählt die Aufmerksamkeitsdefizit-Hyperaktivitätsstörung (ADHS). Ein erklärtes Ziel von ihr ist, „dass jedes Kind und jeder Jugendliche aus Kiel mit einer psychischen Störung vor Ort behandelt werden kann und nicht woandershin muss.“ Die von ihr geleitete Klinik wurde seit ihrem Antritt um eine Tagesklinik für Jugendliche und eine geschützte Station erweitert und stellt so die „kinder- und jugendpsychiatrische Vollversorgung“ für die Stadt Kiel sicher.

„Ein Problem bei vielen Betroffenen, übrigens auch bei Erwachsenen, ist die eingeschränkte Gedächtnisleistung .... Das Interessante daran ist, dass die Gedächtnisleistung deutlich besser ist, wenn man ADHS-Patienten Material vorsetzt, das sie interessant finden. Das können sie sich gut merken. Nur bei neutralem Material, mit dem man es in der Schule normalerweise zu tun hat, klappt das nicht so gut.“

## Schriften
- Phobien, Angst und Depression im Alkohol- und / oder Benzodiazepinentzug. Dissertation, Georg-August-Universität Göttingen 1993.
- Studien zu Assoziationslernen und -abruf bei schizophrenen Patienten. Dissertation, Universität Konstanz 1998.
- Störungen des Sozialverhaltens. Springer, Heidelberg 2006, ISBN 978-3-540-20934-8.